# Кубань (агрохолдинг)
Агрохолдинг «Кубань» — российская сельскохозяйственная компания со штаб-квартирой в Усть-Лабинске (Краснодарский край), входит в группу «Базовый Элемент» Олега Дерипаски.

## Деятельность и её результаты
Основными направлениями деятельности компании являются растениеводство, животноводство, производство сахара, семеноводство, переработка и хранение зерна, мясопереработка. Земельный банк компании на 18 марта 2015 года составлял 94 тыс. гектаров.
В структуру компании входят молочные и животноводческие фермы, сахарный завод, зерновые элеваторы, предприятия по подработке семян, а также многофункциональный сервисный центр по обслуживанию и ремонту сельскохозяйственной техники.
В 2012 и 2013 годы вошла в топ-5 самых эффективных землепользователей России.
Выручка компании в 2015 году составила 10 млрд рублей (в 2014 году — 7,3 млрд рублей), чистая прибыль — 2 млрд рублей (в 2014 году — 1,1 млрд рублей).

## Инвестиционные проекты
В 2014 году компания построила завод по мясопереработке мощностью 8,4 тыс. тонн переработки мяса в год и свинотоварный комплекс на 50 тыс. голов.
В конце октября 2015 года подписано соглашение с французским производителем семян Maïsadour о создании совместного предприятия в России, согласно ему Maïsadour намерен в течение 3—5 лет вложить 16—20 млн евро в производство, орошение, селекцию и оборудование для селекционного центра в России.
В ноябре 2015 года компания завершила строительство и ввела в эксплуатацию молочно-товарную ферму на 800 голов в Новокубанском районе. Суммарные инвестиции в проект составили более 300 млн рублей, из которых 230 млн рублей — кредитные средства Сбербанка. Планируемый срок окупаемости — 8 лет.

## Завершение деятельности
После введения в 2018 году санкций Минфина США в отношении Олега Дерипаски и принадлежащих ему предприятий внешнеторговая деятельность агрохолдинга «Кубань» оказалась значительно затруднена. В связи с этим Дерипаска в 2019 году продал входившие в агрохолдинг «Кубань» предприятия группе компаний «Прогресс Агро», генеральный директор агрохолдинга Андрей Олейник также перешёл на работу в ГК «Прогресс Агро».